# Мосальский, Богуш Александрович
Князь Богуш Александрович Мосальский (пол. Bohusz Aleksandrowicz Massalski; ум. до 1566) — наместник виленский, дворянин королевский, боярин мерецкий и волковысский в Великом княжестве литовском.

## Биография
В 1500 году, после того как великий князь московский Иван III Васильевич завладел Мосальским княжеством, Богуш (Богуслав) Александрович вместе с отцом Александром Тимофеевичем бежал в Великое княжество литовское.
В 1506—1513 годах находился в числе королевских дворян обязанных службою, записано: "Князь Богуш Мосальский на пяти конях, а имение выслугу мает в Порозове". 
В 1509 году ему пожаловано 20 копеек грошей, а в 1510 году 12 копеек.
В 1528 году упоминается в числе бояр мерецких в реестре землевладельцев Великого княжества Литовского, обязанных нести военную службу и ставить для земской обороны 5 коней. В этом же году показан ещё боярином волковысским и ставит на земскую службу 3 коня.
В 1533 году приносит жалобу на отнятие у него земли Войкилишки воеводою подлясским, а в 1534 году на боярина Оксакова за разбой и грабеж в его имении Олтупьево волковысского повета. 
12 января 1541 года получил от короля Сигизмунда I Старого пустоши в Трокском повете.
В 1548 году назван наместником виленским.
В 1566 году упоминается уже умершим.
Похоронен в Супрасльском монастыре.

## Семья
Богуш Александрович был женат на Авдотье неизвестного происхождения. Дети:
- Князь Мосальский Пётр Богушевич Верига (ум. 1561) — в 1534-1535 годах попал в плен в Россию, из которого был отпущен в обмен на князя Сицкого захваченного литовцами при взятии Стародуба.
- Князь Мосальский Михаил Богушевич (ум. 1572) — упоминается в 1562 году в его донесении об разбирательства убийства в Вильне королевского драбанта Телецкого. В 1566 году вместе с братом Петром получает подтверждение на владении имением Подмеречь в Мереческой волости.
- Князь Мосальский Пётр Богушевич (ум. до 1584) — упоминается в 1547-1567 годах по случаю всевозможных тяжб.
- Князь Мосальский Тимофей Богушевич (ум. 1570) — находился в плену в России и казнён по приказу Ивана Грозного.
- Княжна Мосальская Анна (Ганна) Богушевна — замужем за Третьяков, в 1547 году уже вдова и ведет процесс по поводу наследства умершего мужа, с детьми от его первого брака, по процессу теряет имение Жижморы.
- Марина

Из-за разницы в возрасте между Мариной и другими братьями и сестрой предполагается, что младшая дочь Богуша была от неизвестного второго брака.